# Waarde
Waarde es un pueblo en la provincia de Zelanda (Países Bajos) en el municipio de Reimerswaal. Hasta 1970 Waarde era un municipio separado. Waarde había 1221 habitantes (en 2012), la mayoría es protestante.
- Datos: Q2950738
- Multimedia: Waarde / Q2950738